# Anorak in the UK Live
Anorak in the UK Live – album koncertowy zespołu Marillion, nagrany podczas trasy koncertowej w roku 2001. W Europie był dostępny w wersji jednopłytowej.

## Lista utworów

### CD1
1. Intro
2. Separated Out
3. Rich
4. Man of a Thousand Faces
5. Quartz
6. Go!
7. Map of the Worlds
8. Out of This World
9. Afraid of Sunlight
10. Mad

### CD2
1. Between You and Me
2. The Great Escape
3. If My Heart Were a Ball it Would Roll Uphill
4. Waiting to Happen
5. The Answering Machine
6. King
7. This is the 21st Century
8. When I Meet God